# Professional Squash Association
La Professional Squash Association (PSA) è l'organo governativo e amministrativo del circuito di squash professionistico maschile e femminile. L'organo opera in maniera simile all'ATP e al WTA per il tennis. Il PSA World Tour prevede oltre 200 tornei annuali in tutto il mondo. Più di 800 giocatori provenienti da tutti i 5 continenti sono registrati alla PSA e le classifiche sono aggiornate mensilmente in base al rendimento dei giocatori.
A novembre 2014, PSA e WSA annunciarono l'unione delle due associazioni. A partire da gennaio 2015 la PSA opera e gestisce classifiche e tornei sia per il maschile che per il femminile.

## PSA World Tour
PSA organizza centinaia di tornei nel corso del tour annuale. I tornei sonno suddivisi nelle seguenti categorie in base al montepremi;
- Satellite chiuso (I tornei o campionati a satellite chiuso sono organizzati e promossi da una o più associazioni nazionali).
- Challenger (I Challenger sono tornei per giovani e professionisti emergenti che cercano di progredire ad un livello più importante di competizione). I Challenger hanno un montepremi minimo di $5.000:

1. PSA Challenger 15 $15.000 – $24.999
2. PSA Challenger 10 $10.000 – $14.999
3. PSA Challenger 5 $5.000 –  $9.999

- Internazionali (Questi tornei sono più importanti e sono un buon modo per affacciarsi ad eventi prestigiosi in campi in vetro). I tornei internazionali hanno un montepremi minimo di $25.000:

1. PSA International 100 $100.000 - $149.999
2. PSA International 70 $70.000 – $99.999
3. PSA International 50 $50.000 – $69.999
4. PSA International 35 $35.000 – $49.999
5. PSA International 25 $25.000 – $34.999

- World Series (I tornei PSA World Series sono tra i tornei più prestigiosi e offrono un ricco montepremi attraendo i migliori giocatori al mondo).

PSA World Series – $150.000
- World Championship (Torneo svolto a cadenza annuale, è il più prestigioso del tour e decreta il campione del mondo).

## Classifica Mondiale

### Maschile
| PSA Classifica Maschile, Gennaio 2023 | PSA Classifica Maschile, Gennaio 2023 | PSA Classifica Maschile, Gennaio 2023 |
| Pos.                                  | Giocatore                             | Punti                                 |
| ------------------------------------- | ------------------------------------- | ------------------------------------- |
| 1                                     | Ali Farag                             | 17.220                                |
| 2                                     | Mostafa Asal                          | 15.670                                |
| 3                                     | Paul Coll                             | 15.010                                |
| 4                                     | Mohamed El Shorbagy                   | 14.865                                |
| 5                                     | Diego Elías                           | 13.715                                |
| 6                                     | Marwan El Shorbagy                    | 8.510                                 |
| 7                                     | Tarek Momen                           | 7.595                                 |
| 8                                     | Mazen Hesham                          | 7.415                                 |
| 9                                     | Fares Dessouki                        | 7.130                                 |
| 10                                    | Victor Crouin                         | 6.765                                 |

### Femminile
| PSA Classifica Femminile, Gennaio 2023 | PSA Classifica Femminile, Gennaio 2023 | PSA Classifica Femminile, Gennaio 2023 |
| Pos.                                   | Giocatore                              | Punti                                  |
| -------------------------------------- | -------------------------------------- | -------------------------------------- |
| 1                                      | Nouran Gohar                           | 20.270                                 |
| 2                                      | Nour El Sherbini                       | 16.130                                 |
| 3                                      | Hania El Hammamy                       | 16.060                                 |
| 4                                      | Joelle King                            | 10.525                                 |
| 5                                      | Amanda Sobhy                           | 9.095                                  |
| 6                                      | Nour El Tayeb                          | 8.670                                  |
| 7                                      | Rowan Elaraby                          | 6.365                                  |
| 8                                      | Sarah-Jane Perry                       | 6.115                                  |
| 9                                      | Nele Gils                              | 5.245                                  |
| 10                                     | Olivia Fiechter                        | 4.995                                  |